# Lafage-sur-Sombre
Lafage-sur-Sombre é uma comuna francesa na região administrativa da Nova Aquitânia, no departamento de Corrèze. Estende-se por uma área de 18,94 km². Em 2010 a comuna tinha 130 habitantes (densidade: 6,9 hab./km²).